# Campeonato Pernambucano de Futebol de 2011 - Série A2
O Campeonato Pernambucano de Futebol - Série A2 de 2011 foi a 18ª edição da segunda divisão do futebol de Pernambuco. 15 times disputariam o título, mas as equipes do Afogadense, Flamengo de Arcoverde, Íbis, Pesqueira, Sete de Setembro e Serrano não cumpriram as exigências impostas pelo regulamento da competição e foram eliminados. Após a readequação da tabela a equipe do Centro Limoeirense foi eliminada devido a irregularidades na inscrição dos atletas, com isso todos os seus jogos foram considerados W.O.

## Formato
Na primeira fase os Clubes formaram o Grupo 1 com 9 participantes e jogaram entre si em Turno Único, classificando-se para a fase final os 8 clubes com maior número de pontos ganhos nesta fase. A fase final da Competição foi disputada pelos 08 clubes classificados na primeira fase, divididos em 2 grupos de 4, que jogaram entre si dentro dos respectivos grupos em Turno e Returno. GRUPO DOIS: 1º Colocado do Grupo Um; 4º Colocado do Grupo Um; 5º Colocado do Grupo Um; 8º Colocado do Grupo Um. GRUPO TRÊS: 2º Colocado do Grupo Um; 3º Colocado do Grupo Um; 6º Colocado do Grupo Um; 7º Colocado do Grupo Um. Os 2 primeiros de cada grupo subiram para a Série A1 de 2012 e o campeão foi a equipe que somou o maior número de pontos nas duas fases.

## Participantes
| Equipe                            | Cidade                  | Região                               | Em 2010   | Estádio (Mando)        | Capacidade | Títulos (Último) | Part. |
| --------------------------------- | ----------------------- | ------------------------------------ | --------- | ---------------------- | ---------- | ---------------- | ----- |
| Ferroviário Esporte Clube do Cabo | Cabo de Santo Agostinho | Grande Recife                        | 11°       | Gileno de Carli        | 2.000      | 0 (não possui)   | 9     |
| Belo Jardim Futebol Clube         | Belo Jardim             | MR do Vale do Ipojuca                | 8°        | Mendonção              | 5.230      | 0 (não possui)   | 6     |
| Centro Limoeirense de Futebol     | Limoeiro                | MR do Médio Capibaribe               | 7°        | José Vareda            | 4.000      | 0 (não possui)   | 13    |
| Chã Grande/Decisão Futebol Clube  | Chã Grande              | MR de Vitória de Santo Antão         | 3°        | Barbosão               | 3.400      | 0 (não possui)   | 11    |
| Timbaúba Futebol Clube            | Timbaúba                | MR da Mata Setentrional Pernambucana | 5°        | Ferreira Lima          | 8.000      | 0 (não possui)   | 2     |
| Olinda Futebol Clube              | Olinda                  | Grande Recife                        | 4°        | Eugênio de Araújo      | 4.000      | 0 (não possui)   | 2     |
| Clube Atlético Pernambucano       | Camaragibe              | Grande Recife                        | ND        | Prof. Luiz Alexandrino | 2.000      | 0 (não possui)   | 3     |
| Serra Talhada Futebol Clube       | Serra Talhada           | Microrregião de Pajeú                | Estreante | Nildo Pereira          | 5.000      | 0 (não possui)   | 1     |
| Vera Cruz Futebol Clube           | Vitória de Santo Antão  | MR de Vitória de Santo Antão         | 11° (A1)  | Carneirão              | 10.000     | 2 (2006 e 2009)  | 4     |

## Resultados

### Primeira fase

#### Grupo 1
| Classificação | Classificação         | Classificação | Classificação | Classificação | Classificação | Classificação | Classificação | Classificação | Classificação |
|               | Time                  | Pts           | J             | V             | E             | D             | GP            | GC            | SG            |
| ------------- | --------------------- | ------------- | ------------- | ------------- | ------------- | ------------- | ------------- | ------------- | ------------- |
| 1             | Timbaúba              | 19            | 8             | 6             | 1             | 1             | 12            | 8             | 4             |
| 2             | Olinda                | 17            | 8             | 5             | 2             | 1             | 18            | 8             | 10            |
| 3             | Serra Talhada         | 17            | 8             | 5             | 2             | 1             | 12            | 6             | 6             |
| 4             | Chã Grande/Decisão    | 17            | 8             | 5             | 2             | 1             | 11            | 6             | 5             |
| 5             | Belo Jardim           | 13            | 8             | 4             | 1             | 3             | 11            | 10            | 1             |
| 6             | Atlético Pernambucano | 7             | 8             | 2             | 1             | 5             | 7             | 15            | -8            |
| 7             | Ferroviario do Cabo   | 6             | 8             | 2             | 0             | 6             | 7             | 12            | -5            |
| 8             | Vera Cruz             | 6             | 8             | 1             | 3             | 4             | 10            | 15            | -5            |
| 9             | Centro Limoeirense1   | 0             | 8             | 0             | 0             | 8             | 0             | 8             | -8            |

- Nota 1 O Centro Limoeirense foi eliminado antes do início da competição e os seus jogos serão considerados W.O.

### Segunda fase

#### Grupo 2
| Classificação | Classificação      | Classificação | Classificação | Classificação | Classificação | Classificação | Classificação | Classificação | Classificação |
|               | Time               | Pts           | J             | V             | E             | D             | GP            | GC            | SG            |
| ------------- | ------------------ | ------------- | ------------- | ------------- | ------------- | ------------- | ------------- | ------------- | ------------- |
| 1             | Belo Jardim        | 12            | 6             | 3             | 3             | 0             | 8             | 4             | 4             |
| 2             | Timbaúba           | 9             | 6             | 2             | 3             | 1             | 7             | 6             | 1             |
| 3             | Chã Grande/Decisão | 8             | 6             | 2             | 2             | 2             | 9             | 7             | 2             |
| 4             | Vera Cruz          | 2             | 6             | 0             | 2             | 4             | 6             | 13            | -7            |

| Jogos              | Jogos | Jogos | Jogos | Jogos |
|                    | TIM   | CHG   | BJD   | VCR   |
| ------------------ | ----- | ----- | ----- | ----- |
| Timbaúba           | ---   | 1-0   | 0-1   | 3-2   |
| Chã Grande/Decisão | 2-2   | ---   | 0-0   | 3-1   |
| Belo Jardim        | 1-1   | 2-1   | ---   | 1-1   |
| Vera Cruz          | 0-0   | 1-3   | 1-3   | ---   |

#### Grupo 3
| Classificação | Classificação       | Classificação | Classificação | Classificação | Classificação | Classificação | Classificação | Classificação | Classificação |
|               | Time                | Pts           | J             | V             | E             | D             | GP            | GC            | SG            |
| ------------- | ------------------- | ------------- | ------------- | ------------- | ------------- | ------------- | ------------- | ------------- | ------------- |
| 1             | Serra Talhada       | 14            | 6             | 4             | 2             | 0             | 12            | 3             | 9             |
| 2             | Olinda              | 6             | 6             | 0             | 6             | 0             | 8             | 8             | 0             |
| 3             | Ferroviario do Cabo | 6             | 6             | 1             | 3             | 2             | 10            | 14            | -4            |
| 4             | Atlético-PE         | 3             | 6             | 0             | 4             | 2             | 6             | 11            | -5            |

| Jogos               | Jogos | Jogos | Jogos | Jogos |
|                     | OLD   | STL   | ATP   | FRV   |
| ------------------- | ----- | ----- | ----- | ----- |
| Olinda              | ---   | 2-2   | 2-2   | 2-2   |
| Serra Talhada       | 0-0   | ---   | 1-0   | 3-0   |
| Atlético-PE         | 1-1   | 0-1   | ---   | 3-3   |
| Ferroviário do Cabo | 1-1   | 1-5   | 3-0   | ---   |

### Classificação Final
| Classificação Final | Classificação Final   | Classificação Final | Classificação Final | Classificação Final | Classificação Final | Classificação Final | Classificação Final | Classificação Final | Classificação Final |
|                     | Time                  | Pts                 | J                   | V                   | E                   | D                   | GP                  | GC                  | SG                  |
| ------------------- | --------------------- | ------------------- | ------------------- | ------------------- | ------------------- | ------------------- | ------------------- | ------------------- | ------------------- |
| 1                   | Serra Talhada         | 31                  | 14                  | 9                   | 4                   | 1                   | 24                  | 9                   | +15                 |
| 2                   | Timbaúba              | 28                  | 14                  | 8                   | 4                   | 2                   | 19                  | 14                  | +5                  |
| 3                   | Decisão Chã Grande    | 25                  | 14                  | 7                   | 4                   | 3                   | 20                  | 13                  | +7                  |
| 4                   | Belo Jardim           | 25                  | 14                  | 7                   | 4                   | 3                   | 19                  | 14                  | +5                  |
| 5                   | Olinda                | 23                  | 14                  | 5                   | 8                   | 1                   | 26                  | 13                  | +13                 |
| 6                   | Ferroviario do Cabo   | 12                  | 14                  | 3                   | 3                   | 8                   | 17                  | 26                  | -9                  |
| 7                   | Atlético Pernambucano | 10                  | 14                  | 2                   | 4                   | 8                   | 13                  | 26                  | -13                 |
| 8                   | Vera Cruz             | 8                   | 14                  | 1                   | 5                   | 8                   | 16                  | 28                  | -12                 |

## Final
| Campeão Pernambucano 2011 Série A2 |
| ---------------------------------- |
| Serra Talhada Campeão (1º título)  |

## Artilharia
| 11 gols (1) - Jôsi (Olinda) 10 gols (1) - Jessuí (Serra Talhada) 9 gols (1) - Brasinha (Ferroviário-Cabo) 5 gols (2) - Nego Pai (Belo Jardim) - Luiz Paulo (Chã Grande) 4 gols (8) - Bruno Garcia (Chã Grande) - Ila (Olinda) - Arley (Olinda) - Muller (Vera Cruz) - Thales (Atlético-PE) - Tarcisio (Atlético-PE) - Djalma (Timbaúba) - Robertinho (Chã Grande) 3 gols (4) - Reidson (Vera Cruz) - Laerson (Belo Jardim) - Careca (Timbaúba) - Wilton Pantera (Vera Cruz) | 2 gols (15) - Júnior Borracha (Belo Jardim) - Alexandre (Serra Talhada) - Kleiton (Timbaúba) - Erick (Serra Talhada) - Negreti (Serra Talhada) - Tiago Orobó (Timbaúba) - Evanilson (Timbaúba) - Ila (Chã Grande) - Aguimeron (Chã Grande) - Gutierrez (Atlético-PE) - Guto (Ferroviário-Cabo) - Marcelo Paraíba (Timbaúba) - Michael (Belo Jardim) - Ricardo Mineiro (Serra Talhada) - Caio (Serra Talhada) 1 gol (29) - Jackson (Timbaúba) - Marcelo (Olinda) - Silas (Vera Cruz) - Humberto (Olinda) - Sinval (Olinda) - Eduardo (Timbaúba) - Oséas (Olinda) - Xandy (Belo Jardim) | 1 gol (continuação) - Tárcio (Belo Jardim) - Dunga (Belo Jardim) - João Paulo (Ferroviário-Cabo) - Rosivaldo (Ferroviário-Cabo) - Caxito (Ferroviário-Cabo) - Alemão (Ferroviário-Cabo) - Jair (Belo Jardim) - Renteria (Belo Jardim) - Jailton (Serra Talhada) - Rycon (Serra Talhada) - Ibson (Chã Grande) - Júnior Paraíba (Timbaúba) - Wilson Surubim (Belo Jardim) - Washigton (Atlético-PE) - Buiu (Vera Cruz) - Alan (Atlético-PE) - Xavier (Chã Grande) - Rafael (Vera Cruz) - Alisson (Vera Cruz) - José Paulo (Olinda) - Carlos Alberto (Olinda) Gols contra (2) - Sinval (Olinda, para o Vera Cruz) - Marlon (Ferroviário-Cabo, para o Atlético-PE) |